# 馬胡 (馬里)
馬胡（法語：Mahou），是馬里的城鎮，位於該國南部，由錫卡索區的約羅索省負責管轄，面積263平方公里，海拔高度429米，2009年人口16,212，人口密度每平方公里62人。